# Verlandungszone Köthener See
Verlandungszone Köthener See este o arie protejată (arie specială de conservare — SAC, sit de importanță comunitară — SCI) din Germania întinsă pe o suprafață de 66,46 ha, integral pe uscat.

## Localizare
Centrul sitului Verlandungszone Köthener See este situat la coordonatele 52°04′53″N 13°49′51″E / 52.0814°N 13.8308°E.

## Înființare
Situl Verlandungszone Köthener See a fost declarat sit de importanță comunitară în februarie 1999 pentru a proteja 6 specii de animale. Situl a fost protejat și ca arie specială de conservare în octombrie 1990.

## Biodiversitate
Situată în ecoregiunea continentală, aria protejată conține 3 habitate naturale: Lacuri eutrofice naturale cu vegetație de tip Magnopotamion sau Hydrocharition, Fânețe de joasă altitudine (Alopecurus pratensis, Sanguisorba officinalis), Mlaștini împădurite.
La baza desemnării sitului se află mai multe specii protejate:
- mamifere (3): liliac cârn (Barbastella barbastellus), castor (Castor fiber), vidră de râu (Lutra lutra)
- nevertebrate (3): rădașcă (Lucanus cervus), Osmoderma eremita, Vertigo moulinsiana